# Oliver Herkelmann
Oliver Herkelmann, né le 21 août 1968, à Hagen en Allemagne de l'Ouest, est un ancien joueur allemand de basket-ball. Il évolue durant sa carrière au poste de pivot.